# Robert Elswit
Robert Christopher Elswit (California, 22 de abril de 1950) es un director de fotografía estadounidense. Frecuentemente trabaja con Paul Thomas Anderson, y es miembro de la Sociedad Americana de Directores de fotografía (ASC).

## Premios y distinciones
Premios Óscar
| Año  | Categoría        | Película                      | Resultado |
| ---- | ---------------- | ----------------------------- | --------- |
| 2006 | Mejor fotografía | Buenas noches, y buena suerte | Nominado  |
| 2008 | Mejor fotografía | There Will Be Blood           | Ganador   |

Premios BAFTA
| Año  | Película            | Resultado |
| ---- | ------------------- | --------- |
| 2008 | There Will Be Blood | Nominado  |

Premios Independent Spirit
| Año  | Película                      | Resultado |
| ---- | ----------------------------- | --------- |
| 2006 | Buenas noches, y buena suerte | Ganador   |
| 1998 | Sydney                        | Nominado  |